# フォレスト・ウィットリー
チャールズ・フォレスト・ウィットリー（Charles Forrest Whitley, 英語発音: [ˈfɔrəst ˈwɪtli]; 1997年9月15日 - ）は、アメリカ合衆国テキサス州サンアントニオ出身のプロ野球選手（投手）。右投右打。MLBのタンパベイ・レイズ所属。

## 経歴

### プロ入りとアストロズ時代
2016年のMLBドラフト1巡目（全体17位）でヒューストン・アストロズから指名された。当初フロリダ州立大学に進学予定であったが指名を受け、プロ入り。契約後の7月13日、傘下のルーキー級ガルフ・コーストリーグ・アストロズでプロデビュー。その後、アパラチアンリーグのルーキー級グリーンビル・アストロズに昇格した。この年は2チーム合計で8試合（先発6試合）に登板して1勝2敗、防御率4.82、26奪三振を記録した。
2017年はA級クアッドシティーズ・リバーバンディッツ、A+級ビューズクリーク・アストロズ、AA級コーパスクリスティ・フックスでプレーし、3チーム合計で23試合（先発18試合）に登板して5勝4敗、防御率2.83、143奪三振を記録した。
2018年2月21日、薬物規約に違反したとして50試合の出場停止処分を受けた。シーズンではAA級コーパスクリスティでプレーし、8試合に先発登板して0勝2敗、防御率3.76、34奪三振を記録した。オフにはアリゾナ・フォールリーグに参加し、スコッツデール・スコーピオンズに所属した。
2019年はルーキー級ガルフ・コーストリーグ・アストロズ、A+級ファイエットビル・ウッドペッカーズ、AA級コーパスクリスティ、AAA級ラウンドロック・エクスプレスでプレーし、4チーム合計で23試合（先発20試合）に登板して11勝4敗、防御率4.22、119奪三振を記録した。オフには2年連続でアリゾナ・フォールリーグに参加し、ピオリア・ハベリーナズに所属した。
2020年は新型コロナウイルスの影響でマイナーリーグの試合が開催されなかったため、公式戦の登板は無かった。オフの11月20日にルール5ドラフトでの流出を防ぐために40人枠入りした。
2021年3月にトミー・ジョン手術を受け、シーズン全休及び復帰は2022年になる見込みであると報じられた。
2022年は開幕からマイナー・オプションでAAA級シュガーランド・スペースカウボーイズに配属され、そのままシーズンは終了した。
2023年も開幕からマイナー・オプションでAAA級シュガーランドに配属され、マイナーの負傷者リストに登録され、7月18日には40人枠から外れる60日間の故障者リストに登録された。
2024年も開幕からマイナー・オプションでAAA級シュガーランドに配属された。4月16日にアクティブ・ロースター入りし、同日のアトランタ・ブレーブス戦でメジャーデビュー。4月18日にAAA級シュガーランドに降格したが、9月1日に再びアクティブ・ロースター入りした。この年はメジャーで3試合に登板した。
2025年は、開幕から15日間の故障者リスト入りし、4月19日に復帰したが左膝を捻挫し、4月27日に4月24日に遡って15日間の故障者リスト入りした。5月21日に復帰したが、5試合の登板で7.1イニングを投げ失点・自責点10、防御率12.27と振るわず、6月8日にブランドン・ウォルターのメジャー昇格に伴ってDFAとなった。

### レイズ時代
2025年6月13日に金銭トレードで、タンパベイ・レイズへ移籍した。移籍後は5試合に登板するも、防御率15.43と散々な成績で6月28日にジョー・ロックの昇格に伴って、DFAとなった。

## 選手としての特徴
長身から投げ込む速球は100mph（約160.9km/h）に達し、チェンジアップ、スライダー、カーブはいずれも質が高い。

## 詳細情報

### 年度別投手成績
| 年 度    | 球 団    | 登 板 | 先 発 | 完 投 | 完 封 | 無 四 球 | 勝 利 | 敗 戦 | セ 丨 ブ | ホ 丨 ル ド | 勝 率 | 打 者 | 投 球 回 | 被 安 打 | 被 本 塁 打 | 与 四 球 | 敬 遠 | 与 死 球 | 奪 三 振 | 暴 投 | ボ 丨 ク | 失 点 | 自 責 点 | 防 御 率 | W H I P |
| -------- | -------- | ----- | ----- | ----- | ----- | -------- | ----- | ----- | -------- | ----------- | ----- | ----- | -------- | -------- | ----------- | -------- | ----- | -------- | -------- | ----- | -------- | ----- | -------- | -------- | ------- |
| 2024     | HOU      | 3     | 0     | 0     | 0     | 0        | 0     | 0     | 0        | 0           | ----  | 20    | 3.1      | 5        | 0           | 3        | 0     | 1        | 5        | 0     | 0        | 2     | 0        | 0.00     | 2.40    |
| 2025     | HOU      | 5     | 0     | 0     | 0     | 0        | 0     | 0     | 0        | 0           | ----  | 39    | 7.1      | 9        | 2           | 6        | 0     | 1        | 8        | 1     | 0        | 10    | 10       | 12.27    | 2.05    |
| 2025     | TB       | 5     | 0     | 0     | 0     | 0        | 0     | 0     | 0        | 0           | ----  | 27    | 4.2      | 10       | 1           | 2        | 0     | 0        | 4        | 0     | 0        | 10    | 8        | 15.43    | 2.57    |
| MLB：1年 | MLB：1年 | 3     | 0     | 0     | 0     | 0        | 0     | 0     | 0        | 0           | ----  | 20    | 3.1      | 5        | 0           | 3        | 0     | 1        | 5        | 0     | 0        | 2     | 0        | 0.00     | 2.40    |

- 2024年度シーズン終了時

### 年度別守備成績
| 年 度 | 球 団 | 投手（P） | 投手（P） | 投手（P） | 投手（P） | 投手（P） | 投手（P） |
| 年 度 | 球 団 | 試 合     | 刺 殺     | 補 殺     | 失 策     | 併 殺     | 守 備 率  |
| ----- | ----- | --------- | --------- | --------- | --------- | --------- | --------- |
| 2024  | HOU   | 3         | 0         | 0         | 1         | 0         | .000      |
| MLB   | MLB   | 3         | 0         | 0         | 1         | 0         | .000      |

- 2024年度シーズン終了時

### 背番号
- 60（2024年）
- 55（2025年 - 同年5月31日）
- 38（2025年6月16日 - 同月27日）